# Dmitri Jewgenjewitsch Kosmatschow
Dmitri Jewgenjewitsch Kosmatschow (russisch Дмитрий Евгеньевич Космачёв; * 7. Juni 1985 in Gorki, Russische SFSR, Sowjetunion) ist ein russischer Eishockeyspieler, der zuletzt bei Amur Chabarowsk in der Kontinentalen Hockey-Liga unter Vertrag stand.

## Karriere
Dmitri Kosmatschow begann seine Karriere als Eishockeyspieler in der Jugend des HK ZSKA Moskau, für dessen Profimannschaft er in der Saison 2001/02 in der zweitklassigen Wysschaja Liga gab. Mit den Hauptstädtern stieg der Verteidiger in dieser Spielzeit in die Superliga auf, in der er zwei weitere Jahre lang für ZSKA auflief. Nach einer Saison bei Torpedo Nischni Nowgorod in der Wysschaja Liga, wechselte der Rechtsschütze 2005 zu Chimik Moskowskaja Oblast, für das weitere zwei Spielzeiten in der Superliga auf dem Eis stand, ehe er im Sommer 2008 von Ak Bars Kasan aus der neugegründeten Kontinentalen Hockey-Liga verpflichtet wurde. Mit Kasan wurde er in der Saison 2008/09 erstmals in seiner Laufbahn Russischer Meister wurde. 2009 kehrte er nach Nischni Nowgorod zurück und absolvierte 43 KHL-Partien für den Klub.
Am Anfang der Saison 2010/11 kam Kosmatschow bei Torpedo nicht mehr zum Einsatz und wurde daher an den HK Rjasan abgegeben. Für seinen neuen Klub absolvierte er sieben Partien in der zweitklassigen Wysschaja Hockey-Liga, ehe er innerhalb der Liga zu Toros Neftekamsk wechselte. Ab April 2011 stand Kosmatschow bei Atlant Moskowskaja Oblast in der Kontinentalen Hockey-Liga unter Vertrag und absolvierte für den Klub 91 KHL-Partien. Im Frühjahr 2013 lief sein Vertrag aus und Kosmatschow erhielt im Mai 2013 einen Einjahresvertrag bei Neftechimik Nischnekamsk, der ein Jahr später um eine weitere Saison verlängert wurde.

### International
Für Russland nahm Kosmatschow an den U18-Junioren-Weltmeisterschaften 2002 und 2003 sowie der U20-Junioren-Weltmeisterschaft 2004 teil.

## Erfolge und Auszeichnungen
- 2002 Aufstieg in die Superliga mit dem HK ZSKA Moskau
- 2002 Silbermedaille bei der U18-Junioren-Weltmeisterschaft
- 2003 Bronzemedaille bei der U18-Junioren-Weltmeisterschaft
- 2009 Gagarin-Pokal-Gewinn mit Ak Bars Kasan

## Statistik
(Stand: Ende der Saison 2010/11)